# Open by default
(Articolo 52, comma 2 del Codice dell'Amministrazione Digitale)
L'open by default o dato aperto automaticamente (in lingua inglese anche: Open data by default; in francese: Seront ouvertes par défaut; in spagnolo: Datos abiertos por defecto) è un principio giuridico in base al quale i documenti informatici e le informazioni detenuti, prodotti o pubblicati dalle pubbliche amministrazioni, nel caso in cui queste non specifichino particolari termini d'uso nelle proprie note legali, sono considerati dato aperto (open data) e, in quanto tali, liberamente riutilizzabili da chiunque e per qualunque scopo, anche per finalità commerciali.
Il principio è espressione dei noti principio di legalità e principio di legalità amministrativa, ovvero dei celebri brocardi in lingua latina del "Permissa putantur omnia, quae non sunt prohibita" (si ritengono permesse tutte le cose che non sono proibite) e del "quae lex non prohibet debent permissa videri" (ciò che la legge non proibisce dev'essere visto come consentito).
Il principio introdotto inverte quello normalmente in uso nel diritto d'autore italiano che, conformemente alla Convenzione di Berna, afferma che tutti i diritti sono riservati all'autore o aventi causa, salvo diversa indicazione.

## Storia
Agli inizi degli anni 2000, con la progressiva espansione delle reti telematiche (Web 2.0) e diffusione del loro uso, si cominciò a rendersi conto che la conoscenza della legge e l'accesso ai documenti amministrativi era da lungo tempo appannaggio di una ristretta élite burocratico-professionale: pertanto si prese consapevolezza che il libero accesso alle leggi costituiva un diritto fondamentale del cittadino (la cui ignoranza della legge non scusa) e che i testi normativi erano "dati aperti per eccellenza".

### Direttiva PSI
Nel 2003 l'Unione europea emanò la Direttiva 2003/98/CE sul riutilizzo dell'informazione del settore pubblico (conosciuta anche come Direttiva PSI - Public Sector Information) al fine di promuovere il più possibile il riutilizzo libero dei dati e documenti in possesso del settore pubblico.

L'articolo 3 della Direttiva 2003/98/CE ha stabilito in particolare il principio basilare che:

Nel giugno 2013 la Direttiva PSI è stata aggiornata dalla nuova Direttiva 2013/37/UE, al fine di favorire il riutilizzo dei dati delle pubbliche amministrazioni Europee. In particolare, la nuova direttiva ha sancito l'obbligo per le amministrazioni di rendere disponibili, per il riutilizzo per scopi sia commerciali sia non commerciali, i dati in loro possesso, nel rispetto della normativa in materia di protezione dei dati personali. La direttiva ha esteso tale disposizione anche alle istituzioni culturali (biblioteche, comprese quelle universitarie, musei e archivi) in precedenza escluse:
(Nuovo articolo 3 della Direttiva PSI)

### Carta dei dati aperti

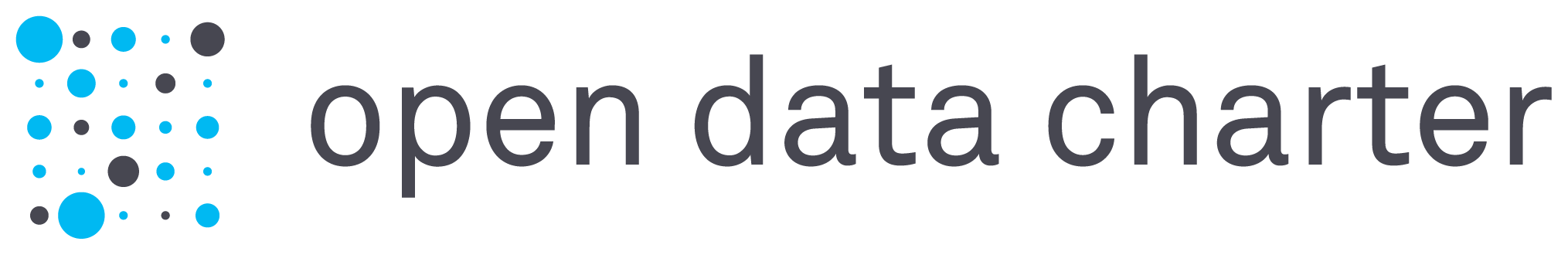
Logo della Carta internazionale dei dati aperti

Il 18 giugno 2013 in Irlanda del Nord, durante il 39º vertice del G8, i leader del G8 firmarono la Carta dei Dati Aperti (in inglese: Open Data Charter), con cui furono definiti i 5 principi strategici per rendere il proprio patrimonio informativo pubblico aperto per principio ("by default"), per incrementare la qualità e la quantità dei dati pubblicati, nonché le possibilità di riuso dei dati stessi.
Nell'ottobre 2015 un gruppo di 17 governi (tra cui quelli nazionali di Canada, Messico e Italia; attualmente la Convenzione) ha sottoscritto a Città del Messico la Carta internazionale dei dati aperti per definire i principi e le buone pratiche per il rilascio dei dati aperti governativi. Il primo principio, stabilito dall'articolo 1 della Carta, è proprio quello dell'"Open by default".

## Nel mondo

### Canada
A partire dal 2011 il governo del Canada ha lanciato un piano per la pubblicazione dei dati aperti provenienti dalle amministrazioni canadesi. Dopo il lancio del portale dei dati aperti canadesi nel 2013, il 9 ottobre 2014 il governo canadese ha emanato la Direttiva sul Governo Aperto (Directive on Open Government), una direttiva "aperta per principio" per disciplinare il riuso dei documenti e dati governativi, che ha portato successivamente all'apertura del portale "Canada Open Government/Gouvernement ouvert du Canada"

### Italia

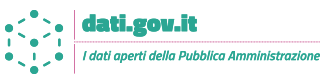
Logo del portale dei dati aperti della Pubblica Amministrazione italiana [http://www.dati.gov.it/ dati.gov.it

L'articolo 5 della Legge n. 633/1941 sul diritto d'autore stabilisce che le disposizioni in materia di protezione del diritto d'autore non si applicano ai testi degli atti ufficiali dello stato e delle Amministrazioni pubbliche, sia italiane che straniere.
A seguito della Direttiva europea PSI, nel 2012 la regola del dato aperto per principio fu introdotta nel Codice dell'Amministrazione Digitale dal comma 2 dell'articolo 9 del cosiddetto Decreto Crescita 2.0 (Decreto Legge n. 179/2012), convertito con modificazioni dalla Legge 17 dicembre 2012, n. 221 e modificato successivamente dal Decreto legislativo 13 dicembre 2017, n. 217:
(Articolo 52, comma 2 del Codice dell'Amministrazione Digitale)
In seguito all'entrata in vigore (18 marzo 2013) di tale disposizione, i dati e i documenti che le pubbliche amministrazioni pubblicano online senza indicare espressamente una licenza d'uso, che definisca in che modo e a quali condizioni il materiale può essere utilizzato, sono da intendersi come dati aperti.
Di conseguenza, in caso di omissione della Pubblica Amministrazione nell'apporre una licenza d'uso, i documenti amministrativi e i dati pubblicati on-line sul proprio sito sono utilizzabili liberamente e gratuitamente "da parte di chiunque, anche per finalità commerciali, in formato disaggregato" ai sensi dell'art. 52, comma 2 e dell'art. 1, comma 1, lettere I-bis) e I-ter) del Codice dell'Amministrazione Digitale.
L'articolo 7 del cosiddetto Decreto Trasparenza del 2013 ha rafforzato ulteriormente il principio dell'open by default, precisando che i dati e documenti soggetti a pubblicazione online obbligatoria non possono avere alcuna licenza che vada oltre l'obbligo di citare la fonte e rispettarne l'integrità.
Nel maggio 2015 la Presidenza del Consiglio dei Ministri ha ribadito che la Direttiva PSI obbliga la Pubblica Amministrazione italiana a rendere riutilizzabili gratuitamente tutti i documenti in suo possesso, inclusi i documenti i cui diritti di proprietà intellettuale siano detenuti da biblioteche, da musei e da archivi.